# Маркус Мепстед
Маркус Мепстед (англ. Marcus Mepstead; нар. 11 травня 1990 року, Лондон, Велика Британія) — британський фехтувальник на рапірах, призер чемпіонатів світу та Європи, чемпіон Європейських ігор.

## Виступи на Олімпіадах
| Олімпіада           | Дисципліна           | Місце |
| ------------------- | -------------------- | ----- |
| Ріо-де-Жанейро 2016 | командна рапіра      | 6     |
| Токіо 2020          | індивідуальна рапіра | 20    |